# Перси Джексон и Похититель молний
Перси Дже́ксон и Похити́тель мо́лний — роман Рика Риордана в жанре фэнтези. В России был переведён и выпущен в 2009 году.
Теглайн: «Его судьба решит наше будущее»

## Сюжет
Перси Джексона его мать назвала в честь знаменитого греческого героя Персея на удачу, потому что его тёзка был одним из немногих героев, у которых был счастливый конец и мирная смерть. Перси — очень проблемный двенадцатилетний мальчик, который был выгнан из каждой школы, где он учился. Школа-интернат Йенси — одно из самых худших учебных заведений для Перси. Единственный его друг — это Гроувер (так же как и Перси для Гроувера), он часто защищает его от хулиганов. Во время поездки в музей Нэнси Бобофит начинает издеваться над Перси, и он в приступе ярости вызывает воду из соседнего фонтана, не понимая как он это делает. Миссис Доддз (учитель алгебры) видит всю эту сцену и говорит ему, чтобы он следовал за ней в музей, чтобы «поговорить». Внезапно она превращается в фурию Алекто и нападает на него, глядящего на летучую мышь с огромными клыками. Перси удаётся уничтожить её с помощью ручки мистера Браннера. Одно мгновение — и ручка превращается в меч в руках Перси. Однако, когда он возвращается к автобусу и спрашивает своих одноклассников, никто не помнит никакой миссис Доддз из-за силы, известной как Туман. Единственным человеком, который помнил эту миссис Доддз был Гроувер, потому что когда он отвечал, начал колебаться. Все остальные считают, что её зовут миссис Керр.
Перси приходит в школу и слышит, как Гроувер и мистер Браннер говорят о его жизни, что он в опасности и становится очень подозрительным. На автобусной остановке Гроувер видит, что три Мойры смотрят на Перси и вяжут гигантские носки. Вскоре после этого Мойры перерезают нить жизни. В конце учебного года Перси один идёт домой, несмотря на то, что Гроувер попросил его подождать на автобусной остановке. Придя домой к своему ужасному отчиму Гейбу Ульяно, он видит, что его друзья играют в покер, и собирается выключить музыку, но Гейб останавливает его. Вскоре приходит мама Перси и говорит, что они могут отдохнуть на его любимом пляже в Монтауке, Нью-Йорк, в течение целых выходных. Перси счастлив, что наконец происходит хоть что-то хорошее, он собирает свои вещи и уходит. Гейб хочет прижать его к двери, но тут вмешивается Гроувер.
Той ночью в Монтауке к Перси приходит яркий сон. После сна к ним заявляется Гроувер без штанов (что Перси советует не видеть), подходит к ним и говорит, чтобы они уходили. Перси удивлён, видя, что у его друга козлиное тело от талии, как у сатира. Тем не менее, мать Перси уводит машину Гейба — Камаро 1978 года и выезжает на огромной скорости. В машину попадает молния. Когда Гроувер, Перси и его мама пытаются выйти, они видят Минотавра — монстра, наполовину человека, наполовину быка, который гонится за ними. Следуя совету миссис Джексон, они уклоняются от монстра в последнюю секунду, но Гроувер слишком медленный, и Минотавр ранит его. Мать Перси отвлекает его, Минотавр забывает о Гроувере, хватает миссис Джексон, и она исчезает в золотой вспышке света. Перси в порыве гнева удаётся победить Минотавра, оторвав его рог и проколов его грудь. Перси тащит Гроувера без сознания к крыльцу дома. В лазарете за ним ухаживает Аннабет Чейз. Он просыпается через три дня. Перси понимает, что он в Лагере Полукровок — месте, где разные существа учатся бороться с монстрами.
Перси узнаёт, что директор лагеря — бог вина Дионис, который наказан Зевсом и должен быть директором "Холма Полукровок" ещё 100 лет, по характеру Дионис неприятный и капризный, а мистер Браннер, бывший преподаватель латыни в школе-интернате Йенси, на самом деле тренер-герой кентавр (наполовину человек, наполовину жеребец) Хирон. Аннабет, новый друг Перси и староста домика Афины, показывает ему округи лагеря, позже Перси узнаёт, что все жители лагеря — это полубоги, также известные как полукровки. К тому же, он сам полубог, но никто не знает, кто божественный отец Перси. После осмотра лагеря, он живёт в домике Гермеса, старостой которого является Лука Кастеллан. Лука дружит с Перси и с уважением относится к нему. Впоследствии, Перси сталкивается с Клариссой Ла Ру — старостой домика Ареса, которая выполняет «инициацию новичков», после которой голова Перси оказывается в девчачьем туалете. План Клариссы оказывает неприятные последствия, когда Перси выстреливает водой из туалета, отбрасывая назад Клариссу и её приятелей. И начинается их официальное соперничество. Позже в игре Захват флага Перси побеждает Клариссу и ещё троих полубогов в одиночку, когда он касается воды ручья, она исцеляет его раны от борьбы и даёт ему внезапный всплеск адреналина. После Захвата флага Адская гончая, вызванная из Ада, выбегает из леса и нападает на Перси. Травмы Перси заживают, когда он касается воды, а затем над его головой появляется голографический трезубец, извещая всех, что Перси — сын Посейдона, повелителя воды. Так как монстр прибыл из леса, это означает, что его вызвал кто-то из лагеря, потому что ничто, включая плохую погоду, не может пройти магические границы лагеря без разрешения. Вскоре Хирон предлагает Перси отправиться на поиск, чтобы найти молнии Зевса. Хирон объясняет Перси, что Зевс потерял своё главное оружие и (с тех пор, как он соперничает с Посейдоном) обвиняет Перси, так как бог подозревает, что Посейдон пытается свергнуть его с престола. Хирон говорит, что если Зевс не получит свои молнии к летнему солнцестоянию, то он начнёт войну с Посейдоном. Перси соглашается и идёт поговорить с Дельфийским Оракулом в лагере. Вскоре он отправляется на поиски со своим мечом Анаклузмосом, более известным как «Священный клинок», Гроувером и Аннабет. Они сталкиваются с монстрами Медузой, Химерой, прибывают в Лас-Вегас. Встречают Прокруста и фурий перед окончательным прибытием в Подземный мир. Аид спас мать Перси прямо перед её смертью из-за Минотавра, вот почему тогда появилась золотая вспышка. Не зная, что делать, спасти свою маму или закончить поиск, Перси наконец использует Жемчужины Посейдона. Сразу после возвращения из Подземного мира он узнаёт, что молнии и шлем Тьмы у бога войны — Ареса, Перси бросает ему вызов, чтобы получить молнии. Он отдаёт шлем фуриям, которые возвращают его Аиду, который, в свою очередь, возвращает маму Перси, Салли, в её квартиру. Троица едет в Нью-Йорк, чтобы вернуть Зевсу его оружие. Перси даёт Салли голову Медузы, которая превращает Гейба в статую.
Перси возвращается в Лагерь Полукровок, где каждый поздравляет его, Аннабет и Гроувера. В конце лета Перси не может решить, остаться ли ему в лагере или пойти в седьмой класс и жить с мамой. В конце концов, он решает пойти потренироваться, чтобы очистить свой ум, там он видит Луку, который занимается фехтованием. Он предлагает Перси последний раз сходить в лес и с кем-нибудь подраться. Лука говорит, что уезжает из Лагеря Полукровок и вызывает скорпиона. Перси понимает, что именно Лука предатель из пророчества. Он догадывается, что Лука теперь служит Кроносу и хочет разрушить Олимп, и пытается помешать ему, однако Лука напускает ядовитого скорпиона на Перси с целью его убить и, вставив свой меч в ножны, исчезает в пульсациях тьмы. Перси удаётся уничтожить скорпиона, но тот успевает ужалить его в ладонь. Перси пытается добраться до лагеря, встречает по пути нимф и те помогают ему. Он просыпается в лазарете и видит Аргуса, Аннабет и Хирона. Перси рассказывает им о случившемся в лесу. Хирон предлагает Перси остаться в Лагере Полукровок и тренироваться весь год, либо вернуться в мир смертных и продолжить учёбу. Вскоре Перси восстанавливается и после долгих колебаний решает пойти в седьмой класс и вернуться в лагерь следующим летом.

## Основные персонажи
- Перси Джексон — главный герой; двенадцатилетний мальчик, которому были поставлены диагнозы СДВГ и дислексия. Перси обнаруживает, что он сын греческого бога Посейдона, и что его инвалидность является естественной для полубогов, известных также как полукровок. Он отправляется в опасное путешествие на поиск жезла Зевса, чтобы предотвратить назревающую катастрофическую войну между богами.
- Аннабет Чейз — двенадцатилетняя дочь богини Афины. Аннабет была доставлена в лагерь полукровок вместе с Лукой Кастелланом и Талией Грейс. Она ухаживает за Перси в лазарете после того, как на него напал Минотавр. Она также сопровождает его в поисках жезла Зевса.
- Гроувер Ундервуд — сатир и лучший друг Перси. Сначала он это скрывал. Он ведёт Перси в лагерь, а затем сопровождает в поисках жезла Зевса. Его мечта на протяжении всей жизни — найти бога дикой природы Пана.
- Лука Кастеллан — сын Гермеса, является главой в домике Гермеса и помогает в обучении Перси искусству битвы. Позднее он предаёт Перси и оставляет его умирать, сказав, что работает на Титана Кроноса.
- Хирон — учитель латинского языка в школе Перси. Позднее Перси обнаруживает, что Хирон — кентавр, наполовину лошадь, наполовину человек. Он является заместителем директора в лагере полукровок.

## Критика
«Похититель молний» получил в основном положительные отзывы. Common Sense Media сказал: «Есть два уровня общения в „Похитителе молний“. Один из них —  быстро развивающиеся поиски молодого героя и его друзей, чтобы спасти мир», и добавил: 《другой уровень удовольствия здесь — автор адаптировал Богов и монстров для XXI века. Её общая оценка была 4 звезды из 5.
Журнал Школьная библиотека сказал в своём обзоре, что выбором книги был «приключенческий квест» и что «читатели захотят проследить за следующим шагом молодого героя».
Kirkus похвалил книгу и сказал: «написано с юмористическими намёками на греческую мифологию и хорошее обновление старых историй.
Йон Колфер, автор книги» Артемис Фаул называет «фантастической смесью мифов и современности».
Publishers Weekly также высоко оценил книгу, рассматривая её как «быстрое и с чувством юмора», и добавил, что у этой книги будет «много читателей, которые стремятся к следующему рассказу.»
8 апреля 2007 года, Похититель молний занял 9 место в Нью-Йорк таймс в списке бестселлеров для детских книг.
«Конечный комплимент для детского писателя, когда детям нравится это» — Рик Риордан

## Адаптации

### Экранизация
В июне 2004 года 20th Century Fox приобрела права на экранизацию книги. Мировая премьера фильма состоялась 10 февраля 2010 года. Главные роли в фильме сыграли молодые актёры Логан Лерман (Перси Джексон), Брэндон Т. Джексон (Гроувер), Александра Даддарио (Аннабет) и Джейк Абель (Лука). На роли греческих богов и других мифологических существ приглашены мировые звёзды, такие как Шон Бин (Зевс), Пирс Броснан (Хирон), Ума Турман (Медуза Горгона) и другие.

## Продолжение
Продолжение Похитителя молний — море чудовищ. Там Перси и Аннабет спасают Гроувера, который был заключён в тюрьму циклопа Полифема, а также добывают Золотое руно, чтобы спасти лагерь. Они отправляются на свои поиски с братом Перси Тайсоном и Клариссой — дочерью Ареса.
Как и Похититель молний, книга получила несколько премий и в целом получила положительные отзывы. Было продано более 100 000 копий.

## Отличия книги и фильма
| Фильм | Книга |
| --- | --- |
| Перси узнает о том, что он сын Посейдона, в домике Посейдона. | Узнает об этом, когда играет в «Захват флага». |
| Во время игры «захват флага», Аннабет в команде Ареса. | Аннабет разработала стратегию и играет на стороне Перси. |
| Герои должны идти по карте чтобы найти три жемчужины, которые их потом перенесут домой. И идут к Аиду (куда идти, им подсказала карта).                                | Перси, Аннабет и Гроверу, нужно попасть в Лос-Анджелес в царство Аида, а жемчужины Перси в помощь дала морская нимфа, которая являлась Перси, когда он был в воде. |
| Три испытания. Первое — Медуза Горгона, второе — Гидра, третье — Казино «Лотос».                                                                                       | Герои случайно попадают к Медузе, даже не подозревая этого, затем помогают Аресу, доставляют ему щит, который он забыл в закрытом парке развлечений. Выполняя эту миссию, герои попадают в ловушку которую устраивает Гефест для Ареса и Афродиты. Затем герои отправляются в бесплатное казино «Лотос», где попадают в ловушку. |
| Аид главный злодей, добывает из щита Луки жезл Зевса. После того, как Аид получает жезл, Персефона выхватывает жезл и ударяет молнией Аида. А затем отдаёт жезл Перси. | Главный злодей — Кронос, который пытается подставить Аида. Как выясняется, у Аида воруют его шлем тьмы и Аид подозревает Перси. Аид рассказывает почему ему не нужен жезл Зевса, снимая с себя все подозрения. Помощник Кроноса — Лука.                                                                                          |
| Жемчужины используют Перси, его мать и Аннабет. Гроувер остаётся в подземном мире и его потом оттуда забирает Зевс. Подземное царство находится под надписью Голливуд. | Жемчужины используют Перси, Аннабет и Гроувер. Адрес подземного царства узнают в кабинете у Прокруста. Вход в подземное царство находится в звукозаписывающей студии «ДОА». Аид сам возвращает мать Перси, после того как получает свой шлем тьмы, который Перси завоёвывает у Ареса.                                            |
| Главным антагонистом был Лука. | Главным антагонистом был Кронос. |
| В фильме герои активно используют современную технику — телефоны, приставки и т. д.                                                                                    | В книге героям запрещено использовать технику, так как она привлекает монстров. |
| Аннабет шатенка. | Аннабет блондинка. |
| Все герои — подростки примерно одного возраста, то есть им всем примерно по 15-16 лет.                                                                                 | Аннабет и Перси по 12 лет, Гроуверу — 28 лет (хотя он и выглядит на 12-14 лет), Луке — 17 лет. |